# Max Ludwig
August Max Otto Ludwig (22 de abril de 1896-26 de septiembre de 1957) fue un deportista alemán que compitió en bobsleigh. Participó en los Juegos Olímpicos de Lake Placid 1932, obteniendo una medalla de bronce en la prueba cuádruple.

## Palmarés internacional
| Juegos Olímpicos | Juegos Olímpicos             | Juegos Olímpicos  | Juegos Olímpicos |
| Año              | Lugar                        | Medalla           | Prueba           |
| ---------------- | ---------------------------- | ----------------- | ---------------- |
| 1932             | Lake Placid (Estados Unidos) | Medalla de bronce | Cuádruple        |